# 青森清海
青森清海（日语：ラインメール青森，ReinMeer Aomori）是一支成立於1995年的日本足球會，位於青森縣青森市，球會的主色為藍色，2016年起加入日足聯作賽。青森清海於2019年2月成功獲批加入日職聯百年計劃加盟球會，若狀況理想將可隨時加入日丙聯賽作賽。球會的目標是在2030年前出戰日職聯J1。